# Волна (МРЛС)
«Волна» (укр. «Хвиля») — російська малогабаритна станція радіолокації виявлення надмалих цілей.

## Розробка та призначення

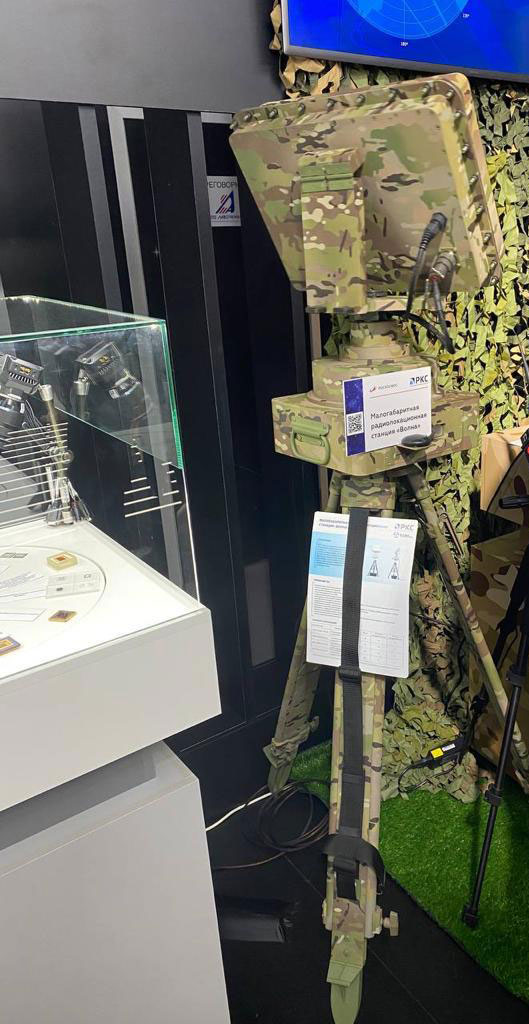
МРЛС «Волна» вик. 21 міжнародному форумі АРМІЯ-2022

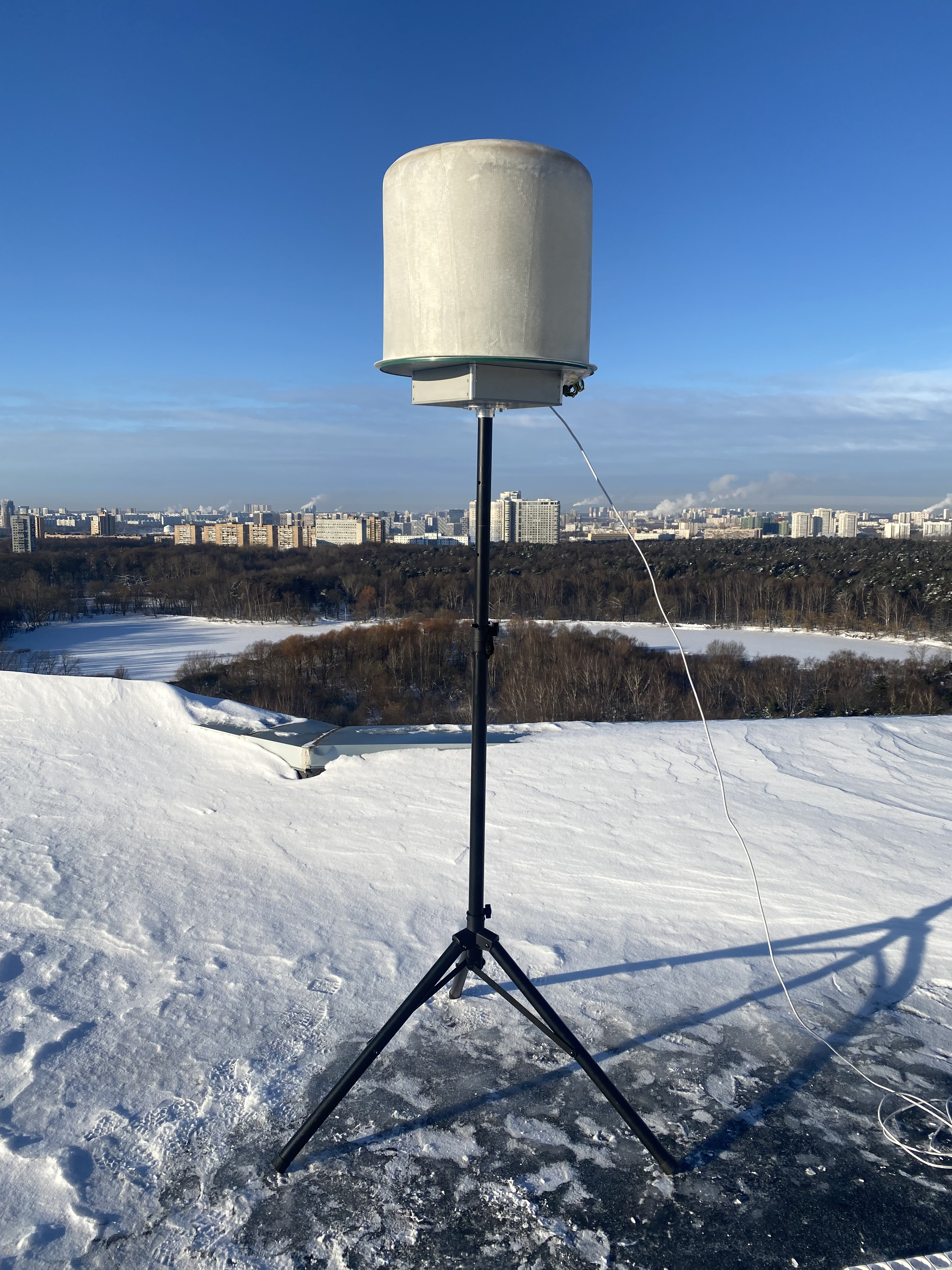
Тестування МРЛС «Волна»

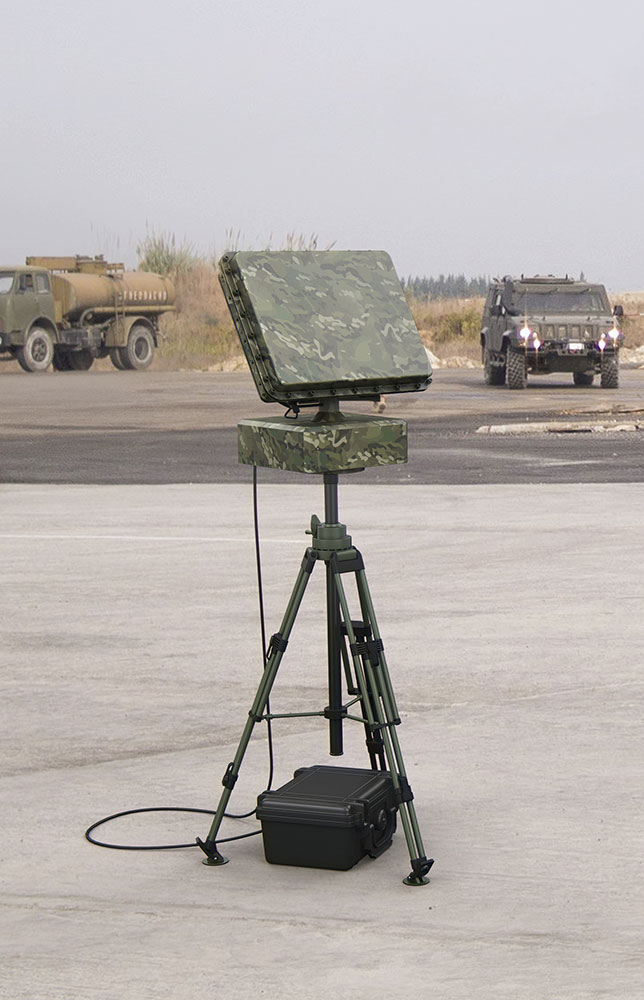
МРЛС «Волна» виконання 21

МРЛС «Волна» розроблена та виробляється під контролем АТ «Російські космічні системи» . Створена трикоординатна багатопроменева активна антенна система суттєво підвищила технічні характеристики малогабаритних станцій радіолокацій, дозволивши виявляти нерухомі об'єкти. МРЛС призначена для цілодобового та всепогодного пошуку, виявлення та супроводу надмалих безпілотників. Може застосовуватися у складі комплексів технічних систем охорони, засобів радіоелектронної боротьби (РЕБ) та протидії несанкціонованому проникненню в зони, що охороняються.
Радарний комплекс забезпечує вимірювання дальності, азимуту та швидкості цілі, її постійний автосупровід. Після виявлення та розпізнавання цілі МРЛС відправляє миттєвий сигнал тривоги на пункт охорони та продовжує супровід. На екран оператора виводиться поточне місцезнаходження БПЛА та характеристики його польоту .
Також «Волна» може передавати координати цілей засобам придушення безпілотників ( РЕБ або ПЗРК ).

## Характеристики
Дозволяє провести виявлення та супровід надмалих об'єктів на відстані до 10 км та швидкостях до 150 км/год.
- Безпілотні літальні апарати, включаючи нерухомі,
- Малі плавзасоби, включаючи саморобні плоти,
- Будь-які задані цілі, включаючи людей (під час постачання засобів оптичного виявлення на основі ІЧ «СмартОКО»).

Найбільш близьким за характеристиками є РЛС «Єнот», яка працює на основі використання ефекту Доплера і не бачить «завислі» БПЛА.
МРЛС «Волна» має наступні переваги:
- цілодобовий всепогодний режим роботи;
- автоматичне оповіщення при виявленні безпілотників;
- одержання результатів у режимі реального часу;
- інтеграція із системами придушення роботи ворожих дронів.

Мобільна версія призначена в першу чергу для армійських спецпідрозділів і надходить у дослідну експлуатацію .

## Варіанти виконань
| Найменування         | Застосування та особливості                                                     |
| -------------------- | ------------------------------------------------------------------------------- |
| МРЛС «Волна» вик. 20 | Стаціонарна, цілорічного застосування                                           |
| МРЛС «Волна» вик. 21 | Носима, тактичне застосування, модульна, автономне живлення                     |
| МРЛС «Волна» вик. 30 | Стаціонарна, цілорічного застосування, трикоординатна                           |
| МРЛС «Волна» вик. 31 | Носима, тактичне застосування, модульна, автономне живлення, трикоординатна     |
| МРЛС «Волна» вик. 41 | Транспортабельна, цілорічного застосування, трикоординатна, дальнього виявлення |

## Тактико-технічні характеристики різних виконань
| Найменування параметру                            | Вик. 20        | Вик. 21        | Вик. 31        | Вик. 41        |
| ------------------------------------------------- | -------------- | -------------- | -------------- | -------------- |
| Дальність виявлення, км                           | 10             | 10             | 15             | 40             |
| Висота виявлення, км                              | 10             | 10             | 12             | 15             |
| Час розгортання, хвилин                           | 8              | 3              | 3              | 10             |
| Кількість цілей, що одночасно супроводжуються     | 50             | 50             | 75             | 256            |
| Тип антеної решітки                               | ФАР            | ФАР            | АФАР           | АФАР           |
| Частотний діапазон, ГГц                           | 9,2 - 9,5      | 9,2 - 9,5      | 9,2 - 9,5      | 9,2 - 9,5      |
| Сектор сканування, град                           | 360            | 360            | 360            | 360            |
| Кут місця, град                                   | 20             | 20             | 60             | 60             |
| Темп видачі інформації,                           | 1,5            | 1,5            | 1,25           | 1,25           |
| Випромінювана потужність, Вт                      | 2              | 2              | 56             | 56             |
| Живлення, В                                       | ~220           | ~220/+12       | ~220/+12       | ~220           |
| Можливість об'єднання в єдину мережу кількох МРЛС | Так            | Так            | Так            | Так            |
| Інтеграція із системами придушення (РЕБ, ПЗРК)    | Так            | Так            | Так            | Так            |
| Діапазон робочих температур, град                 | від −30 до +50 | від −25 до +50 | від −25 до +50 | від −40 до +50 |
| Маса (нетто) радіолокаційної станції, кг          | 25,5           | 16             | 31             | 90             |